# Гроле (Эн)
Гроле́ (фр. Groslée) — коммуна во Франции, находится в регионе Рона — Альпы. Департамент — Эн. Входит в состав кантона Люи. Округ коммуны — Белле.
Код INSEE коммуны — 01182.

## География
Коммуна расположена приблизительно в 430 км к юго-востоку от Парижа, в 60 км восточнее Лиона, в 65 км к юго-востоку от Бурк-ан-Бреса.
На юго-западе коммуны протекает река Рона.

## Климат
Климат полуконтинентальный с холодной зимой и тёплым летом. Дожди бывают нечасто, в основном летом.

## Население
Население коммуны на 2010 год составляло 353 человека.
| 1962 | 1968 | 1975 | 1982 | 1990 | 1999 | 2010 |
| ---- | ---- | ---- | ---- | ---- | ---- | ---- |
| 356  | 317  | 241  | 267  | 286  | 333  | 353  |

## Администрация
| Период | Период | Фамилия      | Партия | Примечания |
| ------ | ------ | ------------ | ------ | ---------- |
| 1995   | 2008   | Филипп Дюпор |        |            |
| 2008   | 2014   | Кароль Тест  |        |            |
| 2014   | 2020   | Марта Орель  |        |            |

## Экономика
В 2010 году среди 220 человек трудоспособного возраста (15—64 лет) 163 были экономически активными, 57 — неактивными (показатель активности — 74,1 %, в 1999 году было 70,7 %). Из 163 активных жителей работали 150 человек (83 мужчины и 67 женщин), безработных было 13 (7 мужчин и 6 женщин). Среди 57 неактивных 17 человек были учениками или студентами, 19 — пенсионерами, 21 были неактивными по другим причинам.

## Достопримечательности
- Замок Гроле (XII век). Исторический памятник с 1992 года[4]
- Замок Вареп (XV век). Исторический памятник с 1985 года[5]
- Подвесной мост Гроле через реку Рона (1912 год)[6]

## Фотогалерея

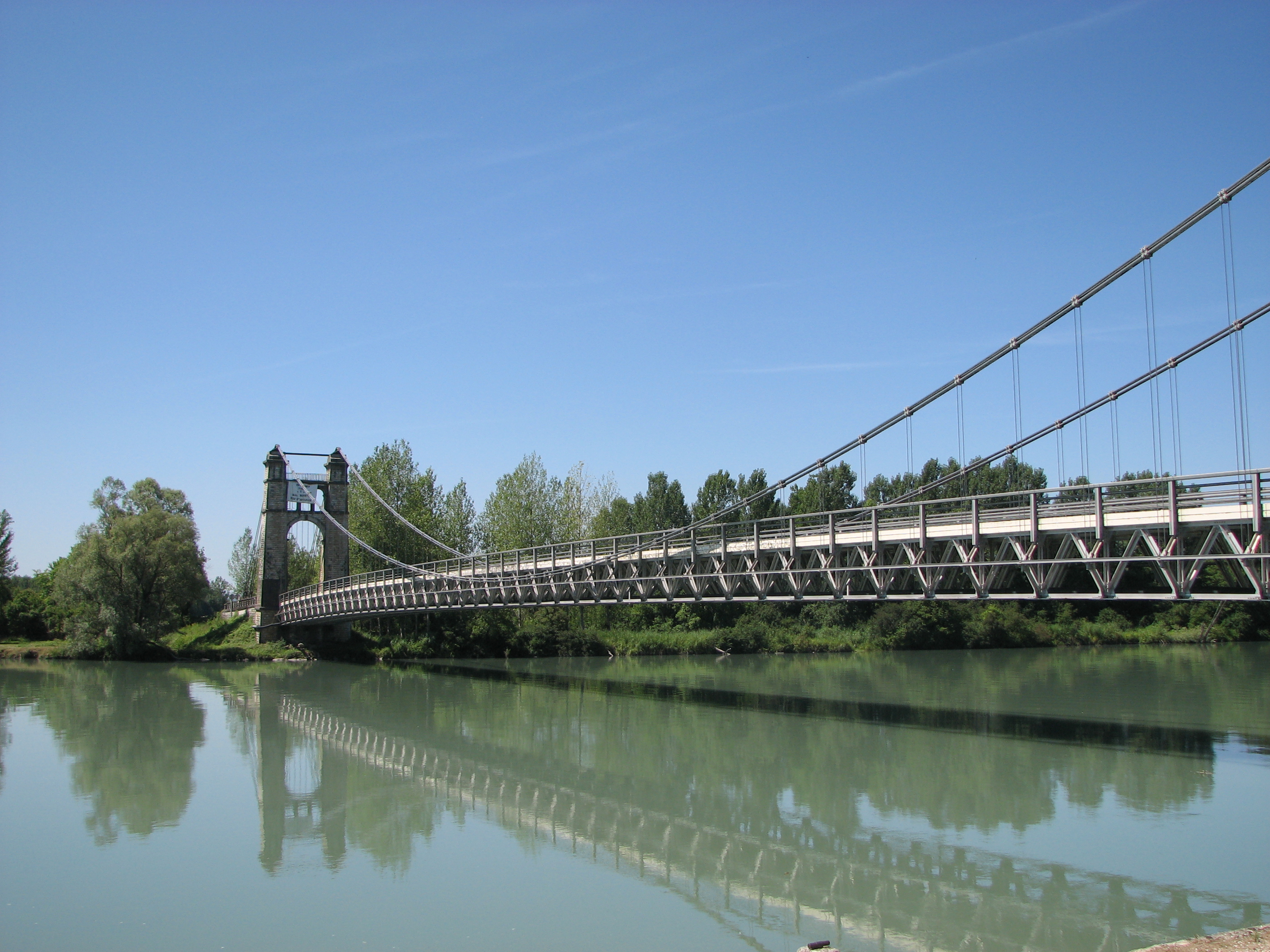
Мост Гроле
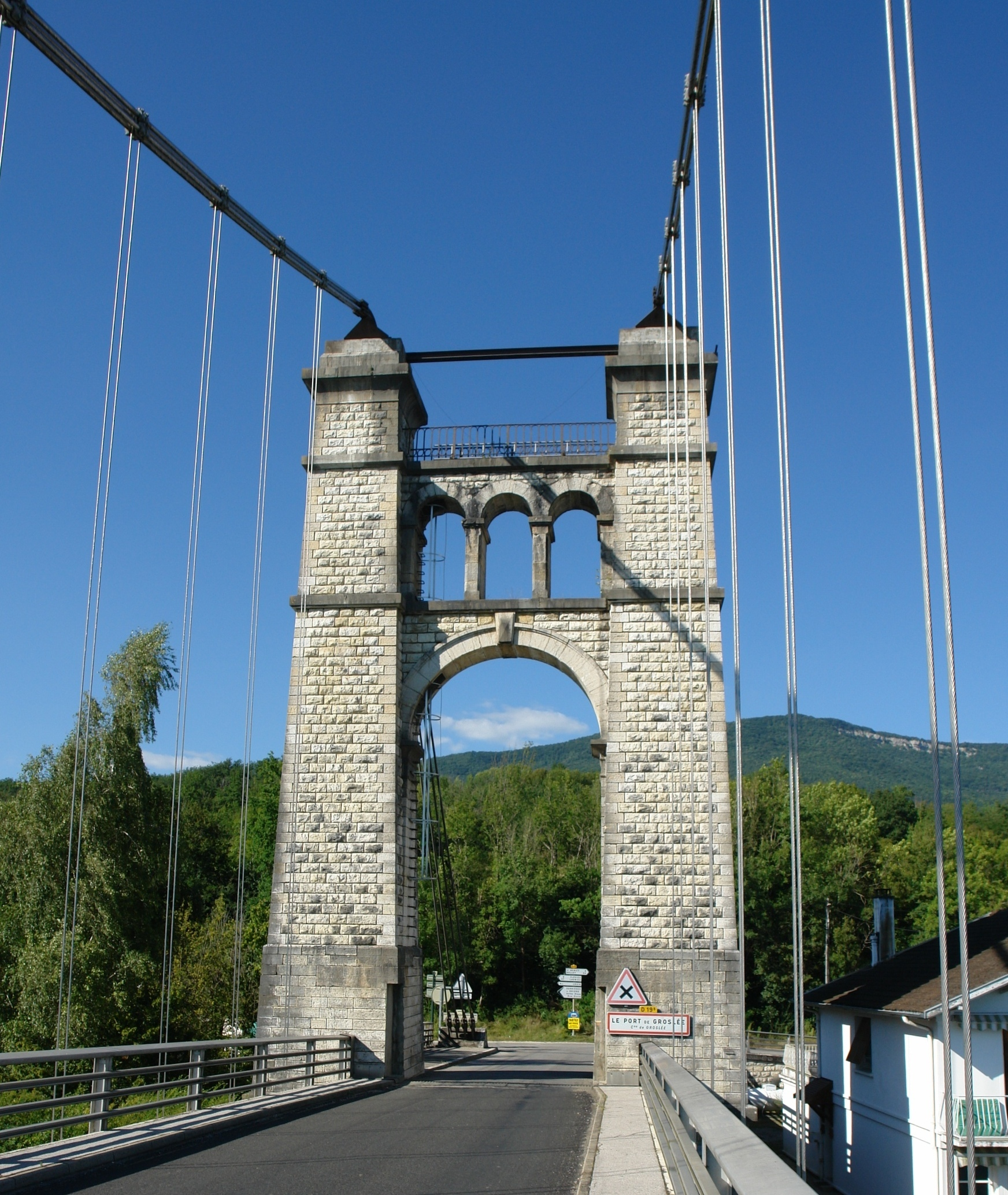
Мост Гроле
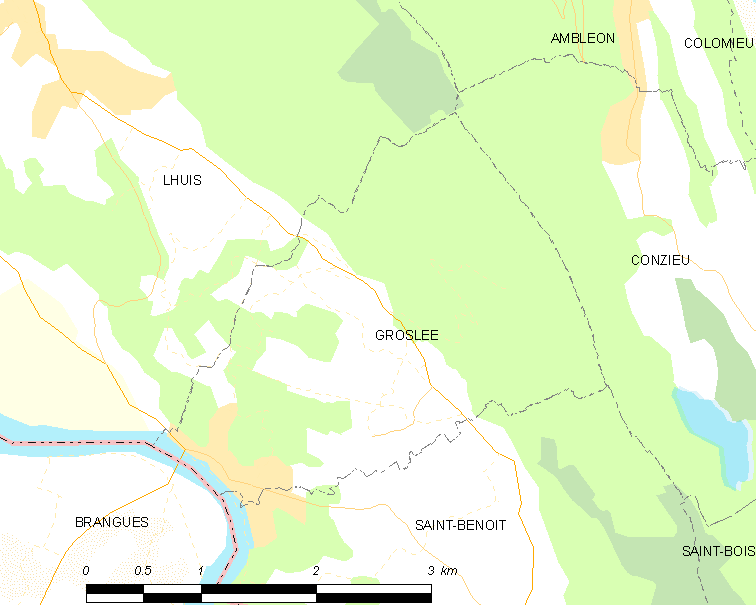
Карта коммуны